# Takeda Rintaró
Takeda Rintaró (japánul: 武田麟太郎, Hepburn-átírással: Takeda Rintarō) (Oszaka, 1904. május 9. – Oszaka, 1946. március 31.) japán regényíró. A 20. század eleji proletár irodalom egyik fő képviselője Japánban.

## Élete
Takeda Rintaró Oszakában született 1904-ben, apja Szadzsiró, és anyja Szumie első fiúgyermekeként. Mivel otthonuk közel volt a Kama ga Saki (釜ヶ崎) nyomornegyedhez – aminek biztonságára Takeda apja felügyelt, mint rendőr – , a leendő író gyermekkorától fogva közeli viszonyt ápolt a társadalom alsóbb rétegeivel. Ez a fajta nyomorhoz való közelség, illetve ennek későbbi személyes megtapasztalása nagyban kihatott Takeda művészetére és világképére.
Gyermekkorában nagy hatással volt rá az apja, aki jártas volt a kínai műveltségben; és az anyja, aki sok – főleg kortárs – irodalmat olvasott. Ez a környezet is hozzájárulhatott ahhoz, hogy Takeda tizenhat éves korában elhatározza, hogy író lesz. Ekkor ismerkedik meg Tajama Katai esszéjén keresztül az edo-kori íróval, Ihara Szaikakuval, akit később, mint "mesterét" tisztelt.
Középiskolai tanulmányait a kiotói Hármas Számú Középiskolában végezte. Iskolás éveiben Cucsii Tosioval és Simizu Maszumival közösen kiadtak egy Dél (Mahiru, 真昼) című folyóiratot, amelyben Takeda mindennapi élettel kapcsolatos éles megfigyeléseket tartalmazó rövid írásokat jelentetett meg.
A középiskola elvégzése után felvételt nyert Tokiói Császári Egyetem francia irodalom szakára, ahol részt vett a Lovas kocsi (Cudzsibasa, 辻馬車) szerkesztésében. Később szimpatizálni kezd a munkásmozgalommal, és ezért felhagy egyetemi tanulmányaival. 1929-ben a Bungei Sunsu (文藝春秋) folyóiratban közzéteszi Erőszak (Bórjoku, 暴力) című művét, mellyel megalapozza proletár-írónkénti státuszát. 
A kommunista irodalom elleni erős állami fellépés következtében változtat nézetein; tanulmányozza az edó-kori író, Ihara Szaikaku stílusát, melynek hatására elkezd hétköznapi városi eseményeket feldolgozó regényeket írni. Műveivel az egyszerű városi polgárok életének ábrázolásával egy új sajátos realizmust hoz létre. 
1933-ban Hajasi Fuszao, Kavabata Jaszunari és Kobajasi Hideoval megalapítja a Bungakukai (文学界) című folyóiratot, majd 1936-ban a kommunista hangvételű Jinmin bunko-t (人民文庫), amelynek egyik vezéralakjává lesz. A lapot azonban hamarosan betiltják, és ennek következtében hatalmas adósságba keveredik. 
A csendes óceáni háború (Második világháború) idején 1942-től híradós tisztként szolgálatot teljesít Jáva szigetén. Feladatuk a japán kultúra népszerűsítése, és a helyi szokások megismerése volt. Ennek keretében filmeket vetítettek Japánról, de ők maguk is készítettek felvételeket a helyi tradíciókról. E munka keretében számos indonéz értelmiségivel ismerkedik meg, s szimpatizálni kezd az indonéz függetlenség eszmével. 
1944-ben tér haza Japánba, de a háború végi rossz életkörülmények megviselik, és 1946-ban májzsugorodás következtében meghal. Halálának okaként Josijuki Dzsunnosuke a háború után az illegálisan előállított – metil alkoholt tartalmazó – szeszes italokat nevezi meg, melyek ebben az időszakban sok ember halálát okozták.

## Művészetének megítélése
Takeda a saját korában neves, olvasott írónak számított, amit mutat az is, hogy olyan, a japán irodalomban olyan meghatározó személyekkel dolgozott együtt, mint Kavabata Jaszunari vagy Kobajasi Hideo. Halála után azonban Takeda munkássága szinte teljesen a feledés tárgyává lett, olyannyira, hogy neve sok irodalomtörténeti műben egyszerűen nem is szerepel. Annak ellenére, hogy több kritikus (pl. Donald Keene, Nakamura Micuo) elismerően nyilatkozik Takeda művészetéről, az író ismeretsége a mai napig változatlanul alacsony.

## Főbb művei
- Erőszak (Bórjoku,暴力; 1929)
- Egy szilveszter éjszaka (Aru dzsoja,ある除夜; 1930)
- Japán koldusopera (Nihon sanmon opera,日本三文オペラ; 1932)
- Kama ga Szaki (Kama ga szaki,釜ヶ崎; 1933)
- Ginza nyolcas utca (Ginza Haccsó,銀座八丁; 1935)
- Ihara Szaikaku (Ihara Szaikaku,井原西鶴; 1936-38)